# Gråstjärtad kotinga
Gråstjärtad kotinga (Snowornis subalaris) är en fågel i familjen kotingor inom ordningen tättingar.

## Utseende
Gråstjärtad kotinga är en medelstor (23–24 cm) medlem av familjen med grön fjäderdräkt. Ovansidan är olivgrön, med grå övergump och stjärt. Undersidan är ljusare olivgrön, mot buken övergående i grått. Hanen har även svarta fjädrar på hjässan.

## Utbredning och systematik
Fågeln förekommer i Andernas östsluttning i södra Colombia, östra Ecuador och östra Peru. Den behandlas som monotypisk, det vill säga att den inte delas in i några underarter.

## Status och hot
Arten har ett stort utbredningsområde, men tros minska i antal, dock inte tillräckligt kraftigt för att den ska betraktas som hotad. Internationella naturvårdsunionen IUCN listar därför arten som livskraftig (LC).

## Namn
Fågelns vetenskapliga släktesnamn hedrar den engelske ekologen och ornitologen David William Snow (1924-2009).